# Francisco Galván
Francisco Galván Fernández (Lliçà d'Amunt, 1º dicembre 1997) è un ciclista su strada spagnolo che corre per il team Equipo Kern Pharma; è professionista dal 2020.

## Palmarès

### Strada
- 2019 (Lizarte, due vittorie)

1ª tappa Vuelta a Cantabria (Maliaño > Maliaño)
Classifica generale Vuelta a Cantabria

#### Altri successi
- 2018 (Lizarte)

Classifica a punti Volta a Castelló
- 2019 (Lizarte)

Trofeo Guerrita
Classifica a punti Vuelta a Cantabria
Classifica giovani Vuelta a Cantabria
1ª tappa Volta a Galicia (Baiona, cronosquadre)

## Piazzamenti

### Grandi Giri
- Vuelta a España

2022: 104º

### Classiche monumento
- Liegi-Bastogne-Liegi

2022: 115º
2023: 110º
2024: ritirato

### Competizioni mondiali
- Campionati del mondo

Yorkshire 2019 - In linea Under-23: ritirato

### Competizioni europee
- Campionati europei

Alkmaar 2019 - In linea Under-23: ritirato
Limburgo 2024 - In linea Elite: 77°